# Piscinas Naturais da Furna de Santo António
Zona balnear da Furna de Santo António, Açores.
As Piscinas Naturais da Furna de Santo António que se localizam na costa Norte da ilha do Pico, na freguesia de Santo António, município de São Roque do Pico, constituem-se como uma das zonas balneares mais procuradas da ilha devido às suas características naturais ímpares.
Em associação às piscinas naturais foram construídas piscinas artificias que dão ao conjunto um ar de modernidade. Este local é servido por parque de estacionamento.
A morfologia geológica deste local e suas imediações, nomeadamente a Baía de Santo António, apresentam uma aspecto vulcânico fortemente acentuado por enormes pedras vulcânicas que penetram no mar formando reentrâncias costeiras e entre estas excelentes e curiosos locais privados para banho de mar.
Nas imediações desta zona balnear a Capela de Santo António da Furna e o Império do Divino Espírito Santo de Santo António.